# Équipe du Portugal masculine de cyclisme sur route
L'équipe du Portugal de cyclisme est la sélection de cyclistes portugais, réunis lors de compétitions internationales (les championnats d'Europe, du monde et les Jeux olympiques notamment) sous l'égide de la Fédération portugaise de cyclisme.

## Palmarès

### Jeux olympiques

#### Course en ligne
L'épreuve de course en ligne est introduite aux Jeux olympiques en 1896 puis de nouveau depuis 1912.
| Médaille d'or | Médaille d'argent        | Médaille de bronze |
| ------------- | ------------------------ | ------------------ |
|               | - 2004 : Sérgio Paulinho |                    |

#### Contre-la-montre
L'épreuve de contre-la-montre par équipes est organisée aux Jeux olympiques de 1960 à 1992. L’épreuve de contre-la-montre individuel est organisée aux Jeux olympiques depuis 1996. Le Portugal n'a jamais remporté de médaille en contre-le-montre.

#### Course par équipes
L'épreuve de course en ligne par équipes est organisée aux Jeux olympiques de 1912 à 1956. Le Portugal n'a jamais remporté de médaille en course par équipe.

### Championnats du monde de cyclisme sur route

#### Course en ligne
Le championnat du monde de course en ligne est organisé depuis 1927, avec pour seule interruption, de 1939 à 1945, la Seconde Guerre mondiale.
| Médaille d'or      | Médaille d'argent | Médaille de bronze |
| ------------------ | ----------------- | ------------------ |
| - 2013 : Rui Costa |                   |                    |

#### Contre-la-montre
Le championnat du monde de contre-la-montre par équipes nationales est organisé à partir de 1962. À partir de 1972, il n'est plus organisé les années olympiques. Sa dernière édition par équipes nationales a lieu en 1994, année de la création du championnat du monde du contre-la-montre individuel. Le championnat du monde de contre-la-montre individuel est organisé depuis 1994. Le Portugal n'a jamais remporté de médaille en contre-le-montre.

## Sélectionneurs
- José Poiera